# Prosopocera
Prosopocera är ett släkte av skalbaggar. Prosopocera ingår i familjen långhorningar.

## Bildgalleri

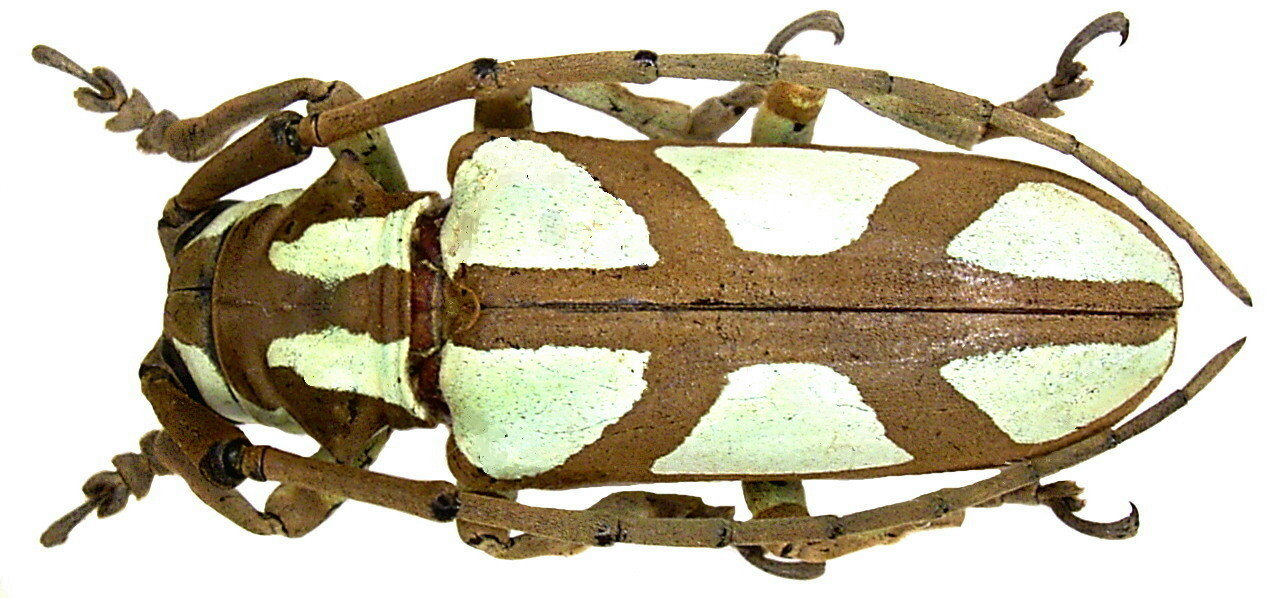

## Dottertaxa tillProsopocera, i alfabetisk ordning[1]
- Prosopocera aemilii
- Prosopocera alba
- Prosopocera albicollis
- Prosopocera alboampliata
- Prosopocera alboguttata
- Prosopocera albomaculata
- Prosopocera albomarmorata
- Prosopocera alboplagiata
- Prosopocera albosignata
- Prosopocera albovariegata
- Prosopocera albovestita
- Prosopocera aliena
- Prosopocera allaeri
- Prosopocera allardi
- Prosopocera alluaudi
- Prosopocera angolensis
- Prosopocera antennalis
- Prosopocera apralutea
- Prosopocera argus
- Prosopocera aristocratica
- Prosopocera arrowiana
- Prosopocera aspersa
- Prosopocera balteata
- Prosopocera bamakai
- Prosopocera basigranulosa
- Prosopocera bella
- Prosopocera belzebuth
- Prosopocera bettoni
- Prosopocera bicincta
- Prosopocera bicolor
- Prosopocera bicornuta
- Prosopocera bioculata
- Prosopocera bipunctata
- Prosopocera bivittata
- Prosopocera bivitticollis
- Prosopocera blairiella
- Prosopocera bomansi
- Prosopocera bothai
- Prosopocera bouteti
- Prosopocera brunneomaculata
- Prosopocera brunnescens
- Prosopocera callypiga
- Prosopocera camerunica
- Prosopocera cantaloubei
- Prosopocera capeneri
- Prosopocera capensis
- Prosopocera chanleri
- Prosopocera clara
- Prosopocera collarti
- Prosopocera congoana
- Prosopocera cornifrons
- Prosopocera cretacea
- Prosopocera cylindrica
- Prosopocera dahomeica
- Prosopocera dalteroides
- Prosopocera damarensis
- Prosopocera decellei
- Prosopocera decelliana
- Prosopocera decemmaculata
- Prosopocera decrocki
- Prosopocera degeerii
- Prosopocera dejeani
- Prosopocera demelti
- Prosopocera duodecimguttata
- Prosopocera elongata
- Prosopocera escalerai
- Prosopocera fatidica
- Prosopocera ferrierei
- Prosopocera ficivora
- Prosopocera fisheri
- Prosopocera flava
- Prosopocera flavescens
- Prosopocera flavoguttata
- Prosopocera flavoides
- Prosopocera flavomaculata
- Prosopocera flavomarmorata
- Prosopocera flavopunctata
- Prosopocera flavosignata
- Prosopocera flavostriata
- Prosopocera flavovittata
- Prosopocera flavovittatipennis
- Prosopocera forchhammeriana
- Prosopocera fossulata
- Prosopocera francoisiana
- Prosopocera fryi
- Prosopocera gahani
- Prosopocera gassneri
- Prosopocera gaucheti
- Prosopocera gigantea
- Prosopocera girardi
- Prosopocera glaucina
- Prosopocera gracilis
- Prosopocera gracillima
- Prosopocera grisemarginata
- Prosopocera griseomarmorata
- Prosopocera grossepunctata
- Prosopocera haafi
- Prosopocera haemorrhoidalis
- Prosopocera hamata
- Prosopocera harrarensis
- Prosopocera hessei
- Prosopocera holoalba
- Prosopocera holobrunnea
- Prosopocera holoflava
- Prosopocera hologrisea
- Prosopocera humeralis
- Prosopocera imbellis
- Prosopocera imitans
- Prosopocera indistincta
- Prosopocera inermis
- Prosopocera infragrisea
- Prosopocera insignis
- Prosopocera insularis
- Prosopocera itzingeri
- Prosopocera itzingeriana
- Prosopocera jacobeae
- Prosopocera janus
- Prosopocera kaszabi
- Prosopocera kenyana
- Prosopocera kristenseni
- Prosopocera kulzeri
- Prosopocera lactea
- Prosopocera lambda
- Prosopocera lameerei
- Prosopocera legrandi
- Prosopocera lemoulti
- Prosopocera lepesmei
- Prosopocera lesnei
- Prosopocera leucomarmorata
- Prosopocera lineatopunctata
- Prosopocera lockleyi
- Prosopocera lucia
- Prosopocera lutea
- Prosopocera luteomarmorata
- Prosopocera machadoi
- Prosopocera maculosa
- Prosopocera madagascariensis
- Prosopocera malawina
- Prosopocera marleyi
- Prosopocera marmorata
- Prosopocera marshalli
- Prosopocera marshalliana
- Prosopocera matillai
- Prosopocera maublanci
- Prosopocera mediomaculata
- Prosopocera mediovittata
- Prosopocera mimosaperdoides
- Prosopocera mozambica
- Prosopocera muchei
- Prosopocera multinigromaculata
- Prosopocera multipunctata
- Prosopocera murphyi
- Prosopocera murrea
- Prosopocera myops
- Prosopocera ndinguelei
- Prosopocera nigriscapus
- Prosopocera nigroocellata
- Prosopocera nigropunctata
- Prosopocera nigropunctosa
- Prosopocera nivea
- Prosopocera nivosa
- Prosopocera ochracea
- Prosopocera ochraceomaculata
- Prosopocera ochreobasalis
- Prosopocera ochreosparsa
- Prosopocera octomaculata
- Prosopocera orientalis
- Prosopocera pajoti
- Prosopocera pallida
- Prosopocera parallela
- Prosopocera paralutea
- Prosopocera parapropinqua
- Prosopocera parimbellis
- Prosopocera parinsignis
- Prosopocera pascoei
- Prosopocera patriziana
- Prosopocera patrizii
- Prosopocera paykullii
- Prosopocera peeli
- Prosopocera peregrina
- Prosopocera persimilis
- Prosopocera plagifera
- Prosopocera plasoni
- Prosopocera prasina
- Prosopocera prasinoides
- Prosopocera princeps
- Prosopocera principalis
- Prosopocera propinqua
- Prosopocera pseudobella
- Prosopocera pseudofatidica
- Prosopocera pseudomaculosa
- Prosopocera pseudopatriciana
- Prosopocera pseudosaperdoides
- Prosopocera pseudotchadensis
- Prosopocera pujoli
- Prosopocera pulcherrima
- Prosopocera pulchra
- Prosopocera pylas
- Prosopocera pyrgopolynica
- Prosopocera quadrisignata
- Prosopocera raffrayi
- Prosopocera regalis
- Prosopocera regia
- Prosopocera rhodesiana
- Prosopocera rhodesica
- Prosopocera robecchii
- Prosopocera rothschildi
- Prosopocera rufescens
- Prosopocera rufipennis
- Prosopocera rufobrunnea
- Prosopocera rufula
- Prosopocera saperdoides
- Prosopocera schistaceoides
- Prosopocera schoutedeni
- Prosopocera schultzei
- Prosopocera senegalensis
- Prosopocera sexmaculata
- Prosopocera sexmaculipennis
- Prosopocera signata
- Prosopocera signatifrons
- Prosopocera similis
- Prosopocera simillima
- Prosopocera snizeki
- Prosopocera sofala
- Prosopocera somalica
- Prosopocera somaliensis
- Prosopocera speciosa
- Prosopocera spinales
- Prosopocera spinicollis
- Prosopocera spinipennis
- Prosopocera splendida
- Prosopocera strandiella
- Prosopocera subbicincta
- Prosopocera subcretacea
- Prosopocera subinermicollis
- Prosopocera submaculosa
- Prosopocera subpallida
- Prosopocera subsenegalensis
- Prosopocera subvalida
- Prosopocera subvittata
- Prosopocera sudanica
- Prosopocera sulphureomarmorata
- Prosopocera sulphureotincta
- Prosopocera superba
- Prosopocera superbrunnea
- Prosopocera tenuis
- Prosopocera teocchii
- Prosopocera thomsoni
- Prosopocera tippmanni
- Prosopocera tricornis
- Prosopocera trimaculata
- Prosopocera trossevini
- Prosopocera turei
- Prosopocera undulata
- Prosopocera unicolor
- Prosopocera uniformis
- Prosopocera usambarica
- Prosopocera wahlbergi
- Prosopocera valida
- Prosopocera varii
- Prosopocera ventralis
- Prosopocera werneri
- Prosopocera violaceomarmorata
- Prosopocera viridana
- Prosopocera viridecincta
- Prosopocera viridibasalis
- Prosopocera viridifossulata
- Prosopocera viridifulgens
- Prosopocera viridimaculata
- Prosopocera viridis
- Prosopocera vitticollis
- Prosopocera vivyana
- Prosopocera voltensis
- Prosopocera vuattouxi
- Prosopocera ziczac
- Prosopocera zimbabwea